# Църна река (резерват)
Вижте пояснителната страница за други значения на Църна река.
Църна река е резерват в България, разположен в Осоговска планина. Това е единствената защитена местност в пограничната планина, като заема 2% от площта ѝ. Създаден е със заповед на председателя на
Комитета по опазване на природната среда при Министерския съвет от 25 ноември 1980 г. Резерват „Църна река“ заменя закрития заради дълбоки нарушения на целостта на екосистемите в резултат на извършени геолого-проучвателни работи резерват „Сажденик“. През 2010 г. площта му е намалена от 197,0 на 196,43 хектара със заповед на министър Нона Караджова.

## География
Резерватът обхваща водосбора на Църна река в землището на село Сажденик. Разположен е на надморска височина между 1300 и 1650 м. Създаден е с цел защита на характерна горска екосистема, като в границите е забранена всяка дейност, нарушаваща самобитния характер на резервата. Под 3% от площта му е незалесена.
Почвената покривка в резервата се състои предимно от тъмнокафяви горски и кафяви горски преходни почви, развити върху гранитни скали.

### Флора
Църна река е описван като типичен горски резерват. Горите се състоят предимно от бук с единични индивиди от явор, елша, слива и други. Средната възраст на дърветата е 97 години, средната им височина - 22 метра, а средният диаметър на стеблата им е 26 сантиметра. От тревните видове се срещат лазаркиня, власатка, светлика, горски здравец, горски зановец и орлова папрат.

### Фауна
На територията на резервата са установени значителен брой защитени и уязвими видове птици: малък креслив орел, червена каня, забулена сова, дрозд, зелен и пъстър кълвач. Влечугите са представени от слепок, медянка и усойница, а земноводните от жаба дървесница.